# Nordische Junioren-Skiweltmeisterschaften 2005
Die 28. Nordischen Junioren-Skiweltmeisterschaften fanden vom 21. bis zum 26. März 2005 im finnischen Rovaniemi statt.

## Skilanglauf

### Männer

#### Sprint klassisch
| Platz | Sportler            | Land        |
| ----- | ------------------- | ----------- |
| 1     | Even Sletten        | Norwegen    |
| 2     | Petter Northug      | Norwegen    |
| 3     | Emil Jönsson        | Schweden    |
| 4     | Robin Bryntesson    | Schweden    |
| 5     | Matias Strandvall   | Finnland    |
| 6     | Nikolay Morilov     | Russland    |
| 7     | Tom Brunner         | Deutschland |
| 8     | Olli-Pekka Tolvanen | Finnland    |
| 9     | Kalle Lassila       | Finnland    |
| 10    | Michail Dewjatjarow | Russland    |

Datum: 23. März 2005
Es waren 80 Teilnehmer am Start.

Weitere Teilnehmer aus deutschsprachigen Ländern:

 Mauro Gruber: 15. Platz

 Daniel Heun: 17. Platz 

 Manuel Schnurrer: 22. Platz 

 Lars Hänel: 26. Platz

 Manuel Hirner: 30. Platz

 Felizian Herburger: 66. Platz

### 10 km Freistil
| Platz | Sportler            | Land       |
| ----- | ------------------- | ---------- |
| 1     | Petter Northug      | Norwegen   |
| 2     | Keishin Yoshida     | Japan      |
| 3     | Emil Hegle Svendsen | Norwegen   |
| 4     | Ronny Hafsås        | Norwegen   |
| 5     | Nikolay Khokhryakov | Russland   |
| 6     | Sergey Cherepanov   | Kasachstan |
| 7     | Masaya Kimura       | Japan      |
| 7     | Maurice Manificat   | Frankreich |
| 9     | Johannes Dürr       | Österreich |
| 10    | Egor Sorin          | Russland   |

Datum: 25. März 2005
Es waren 91 Teilnehmer am Start.

Weitere Teilnehmer aus deutschsprachigen Ländern:

 Dario Cologna: 23. Platz

 Joel Heer: 35. Platz 

 Stefan Seifert: 41. Platz 

 Lars Hänel: 26. Platz

 Harald Schuler: 43. Platz

 Manuel Hirner: 45. Platz

 Felizian Herburger: 61. Platz

 Joeri Kindschi: 65. Platz

 Oliver Wünsch: 68. Platz

 Daniel Heun: 78. Platz

 Fabian Figi: 90. Platz

### 20 km Verfolgung
| Platz | Sportler            | Land        |
| ----- | ------------------- | ----------- |
| 1     | Petter Northug      | Norwegen    |
| 2     | Toni Naervaeinen    | Finnland    |
| 3     | Michail Dewjatjarow | Russland    |
| 4     | Aleš Razým          | Tschechien  |
| 5     | Martin Jakš         | Tschechien  |
| 6     | Keishin Yoshida     | Japan       |
| 7     | Nikolay Khokhryakov | Russland    |
| 8     | Cyril Miranda       | Frankreich  |
| 9     | Stefan Seifert      | Deutschland |
| 10    | Romain Vandel       | Frankreich  |

Datum: 21. März 2005
Es waren 80 Teilnehmer am Start, 77 kamen ins Ziel, 2 schieden aus, 1 Teilnehmer wurde disqualifiziert.

Weitere Teilnehmer aus deutschsprachigen Ländern:

 Manuel Schnurrer: 22. Platz 

 Dario Cologna: 29. Platz 

 Manuel Hirner: 30. Platz 

 Johannes Dürr: 34. Platz 

 Fabian Figi: 54. Platz 

 Philipp Rüfli: 58. Platz 

 Oliver Wünsch: 62. Platz 

 Joel Heer: 64. Platz 

 Harald Schuler: 67. Platz 

### 4 × 10 km Staffel
| Platz | Land       | Sportler                                                                |
| ----- | ---------- | ----------------------------------------------------------------------- |
| 1     | Russland   | Michail Dewjatjarow Ilia Chernousov Nikolay Khokhryakov Egor Sorin      |
| 2     | Norwegen   | Emil Hegle Svendsen Petter Northug Ronny Hafsås Kjell Christian Markset |
| 3     | Frankreich | Romain Vandel Cyril Miranda Maurice Manificat Guilhem Alexandre         |
| 4     | Japan      |                                                                         |
| 5     | Schweden   |                                                                         |
| 6     | Italien    |                                                                         |
| 7     | Estland    |                                                                         |
| 8     | Tschechien |                                                                         |
| 9     | Belarus    |                                                                         |
| 10    | Finnland   |                                                                         |

Datum: 26. März 2005
Es waren 18 Nationen am Start.

Weitere Teilnehmer aus deutschsprachigen Ländern:

 Österreich: 12. Platz 

 Deutschland: 14. Platz 

 Schweiz: 16. Platz 

### Frauen

#### Sprint klassisch
| Platz | Sportler               | Land       |
| ----- | ---------------------- | ---------- |
| 1     | Kari Vikhagen Gjeitnes | Norwegen   |
| 2     | Astrid Jacobsen        | Norwegen   |
| 3     | Ida Ingemarsdotter     | Schweden   |
| 4     | Natalja Matwejewa      | Russland   |
| 5     | Eva Nývltová           | Tschechien |
| 6     | Piret Pormeister       | Estland    |
| 7     | Ingrid Vikman          | Schweden   |
| 8     | Vesna Fabjann          | Slowenien  |
| 9     | Nina Ryusina           | Russland   |
| 10    | Annika Löfström        | Schweden   |

Datum: 23. März 2005
Es waren 68 Teilnehmerinnen am Start.

Weitere Teilnehmer aus deutschsprachigen Ländern:

 Antje Dittrich: 12. Platz

 Marion Ruf: 13. Platz 

 Franziska Schneider: 18. Platz 

 Laurien van der Graaff: 19. Platz

 Claudia Straube: 30. Platz

 Bettina Gruber: 31. Platz

 Michaela Hierschläger: 32. Platz

 Manuela Rösti: 52. Platz

### 5 km Freistil
| Platz | Sportler                   | Land       |
| ----- | -------------------------- | ---------- |
| 1     | Natalja Iliana             | Russland   |
| 2     | Joulia Kolesnitchenko      | Russland   |
| 3     | Betty Ann Bjerkreim Nilsen | Norwegen   |
| 4     | Evgenija Bazarnova         | Russland   |
| 5     | Sophie Fargeas             | Frankreich |
| 6     | Marte Elden                | Norwegen   |
| 7     | Olga Tiagai                | Russland   |
| 8     | Marit Liland Fredriksen    | Norwegen   |
| 9     | Caroline Tangen            | Norwegen   |
| 10    | Chie Maruyama              | Japan      |

Datum: 25. März 2005
Es waren 71 Teilnehmerinnen am Start.

Weitere Teilnehmer aus deutschsprachigen Ländern:

 Manuela Rösti: 27. Platz

 Nadine Bachmann: 32. Platz 

 Laurien van der Graaff: 41. Platz 

 Käthy Aeschlimann: 48. Platz

 Claudia Straube: 56. Platz

 Denise Herrmann: 60. Platz

 Sabrina Gitschtaler: 67. Platz

### 10 km Verfolgung
| Platz | Sportler                   | Land       |
| ----- | -------------------------- | ---------- |
| 1     | Marte Elden                | Norwegen   |
| 2     | Olga Tiagai                | Russland   |
| 3     | Betty Ann Bjerkreim Nilsen | Norwegen   |
| 4     | Evgenija Bazarnova         | Russland   |
| 5     | Marit Liland Fredriksen    | Norwegen   |
| 6     | Caroline Tangen            | Norwegen   |
| 7     | Lenka Muclingerová         | Tschechien |
| 8     | Daniela Iellici            | Italien    |
| 9     | Julia Iwanowa              | Russland   |
| 10    | Eva Nývltová               | Tschechien |

Datum: 21. März 2005
Es waren 68 Teilnehmerinnen am Start, 37 kamen ins Ziel, 1 Teilnehmerin schieden aus.

Weitere Teilnehmer aus deutschsprachigen Ländern:

 Marion Ruf: 16. Platz 

 Antje Dittrich: 22. Platz 

 Nadine Bachmann: 31. Platz 

 Käthy Aeschlimann: 42. Platz 

 Sabrina Gitschtaler: 46. Platz 

 Silvia Stebler: 60. Platz 

### 4 × 5 km Staffel
| Platz | Land        | Sportler                                                               |
| ----- | ----------- | ---------------------------------------------------------------------- |
| 1     | Norwegen    | Astrid Jacobsen Caroline Tangen Betty Ann Bjerkreim Nilsen Marte Elden |
| 2     | Russland    | Olga Tiagai Joulia Kolesnitchenko Natalja Iliana Evgenija Bazarnova    |
| 3     | Tschechien  | Eliška Hájková Martina Chrástková Lenka Munclingerová Eva Nývltová     |
| 4     | Ukraine     |                                                                        |
| 5     | Schweden    |                                                                        |
| 6     | Deutschland |                                                                        |
| 7     | Finnland    |                                                                        |
| 8     | Italien     |                                                                        |
| 9     | Belarus     |                                                                        |
| 10    | Slowakei    |                                                                        |

Datum: 26. März 2005
Es waren 18 Nationen am Start.
Weitere Teilnehmer aus deutschsprachigen Ländern:

 Schweiz: 12. Platz 

## Nordische Kombination

### Sprint K90/5 km
| Platz | Sportler            | Land        |
| ----- | ------------------- | ----------- |
| 1     | Petter Tande        | Norwegen    |
| 2     | Florian Schillinger | Deutschland |
| 3     | Tino Edelmann       | Deutschland |
| 4     | David Zauner        | Österreich  |
| 5     | Anssi Koivuranta    | Finnland    |
| 6     | Jason Lamy Chappuis | Frankreich  |
| 7     | Maxime Laheurtei    | Frankreich  |
| 8     | François Braud      | Frankreich  |
| 9     | Stefan Tepel        | Deutschland |
| 10    | Dejan Plevnik       | Slowenien   |

Datum: 26. März 2005
Es waren 56 Teilnehmer am Start.

Weitere Teilnehmer aus deutschsprachigen Ländern:

 Benjamin Kreiner: 20. Platz

 Lukas Klapfer: 26. Platz 

 Tobias Kammerlander: 30. Platz 

 Marco Kühne: 31. Platz

 Felix Kläsi: 41. Platz

 Matthias Lötscher: 53. Platz

### K90/10 km
| Platz | Sportler            | Land        |
| ----- | ------------------- | ----------- |
| 1     | Petter Tande        | Norwegen    |
| 2     | Tino Edelmann       | Deutschland |
| 3     | Anssi Koivuranta    | Finnland    |
| 4     | Florian Schillinger | Deutschland |
| 5     | Janne Ryynänen      | Finnland    |
| 6     | David Zauner        | Österreich  |
| 7     | Einar Uvsløkk       | Norwegen    |
| 8     | Jason Lamy Chappuis | Frankreich  |
| 9     | Damjan Vtič         | Slowenien   |
| 10    | Tom Beetz           | Deutschland |

Datum: 22. März 2005
Es waren 53 Teilnehmer am Start.

Weitere Teilnehmer aus deutschsprachigen Ländern:

 Lukas Klapfer: 16. Platz 

 Steffen Tepel: 17. Platz 

 Benjamin Kreiner: 20. Platz

 Guido Landert: 27. Platz

 Tobias Kammerlander: 29. Platz 

 Tim Hug: 34. Platz

 Felix Kläsi: 45. Platz

### Mannschaft K90/4 × 5 km
| Platz | Land               | Sportler                                                          |
| ----- | ------------------ | ----------------------------------------------------------------- |
| 1     | Deutschland        | Steffen Tepel Tom Beetz Florian Schillinger Tino Edelmann         |
| 2     | Frankreich         | Maxime Boillot Maxime Laheurte François Braud Jason Lamy Chappuis |
| 3     | Tschechien         | Martin Skopek Petr Kutal Miroslav Dvořák Aleš Vodseďálek          |
| 4     | Slowenien          | Anze Obreza Dejan Plevnik Rok Rozman Damjan Vtič                  |
| 5     | Norwegen           | Petter Tande Einar Uvsløkk Thomas Kjelbotn Mikko Kokslien         |
| 6     | Österreich         | Tobias Kammerlander Lukas Klapfer Benjamin Kreiner David Zauner   |
| 7     | Finnland           | Anti Lehtinen Ville Tuppurainen Janne Ryynänen Annsi Koivuranta   |
| 8     | Japan              | Akito Watabe Chota Hatakeyama Yūsuke Minato Kohei Takao           |
| 9     | Schweiz            | Tim Hug Matthias Lötscher Felix Kläsi Guido Landert               |
| 10    | Vereinigte Staaten | Brett Camerota Eric Camerota Bryan Fletcher Davis Miller          |

Datum: 24. März 2005
Es waren 13 Nationen am Start.

## Skispringen

### Einzel Normalschanze
| Platz | Sportler            | Land        |
| ----- | ------------------- | ----------- |
| 1     | Joonas Ikonen       | Finnland    |
| 2     | Arthur Pauli        | Österreich  |
| 3     | Jurij Tepeš         | Slowenien   |
| 4     | Antonín Hájek       | Tschechien  |
| 5     | Petr Chaadaev       | Belarus     |
| 6     | Taku Takeuchi       | Japan       |
| 7     | Marc Krauspenhaar   | Deutschland |
| 8     | Kamil Stoch         | Polen       |
| 9     | Daniel Lackner      | Österreich  |
| 10    | Sebastian Colloredo | Italien     |

Datum: 25. März 2005
Es waren 66 Teilnehmer am Start.

Weitere Teilnehmer aus deutschsprachigen Ländern:

 Erik Simon: 11. Platz 

 Gregor Schlierenzauer: 20. Platz 

 Andreas Wank: 26. Platz

 Severin Freund: 27. Platz

 Thomas Thurnbichler: 27. Platz 

 Rémi Français: 34. Platz

 Sven Rauber: 37. Platz

 Marco Grigoli: 64. Platz

### Team Normalschanze
| Platz | Land        | Sportler                                                                  |
| ----- | ----------- | ------------------------------------------------------------------------- |
| 1     | Slowenien   | Mitja Mežnar Matevz Sparovec Jurij Tepeš Necj Frank                       |
| 2     | Polen       | Pawel Urbanski Wojciech Topor Piotr Żyła Kamil Stoch                      |
| 3     | Finnland    | Annsi Koivuranta Jere Kykkänenl Olli Pekkala Joonas Ikonen                |
| 4     | Österreich  | Daniel Lackner Gregor Schlierenzauer Nicolas Fettner Arthur Pauli         |
| 5     | Tschechien  | Jiří Mazoch Roman Koudelka Martin Cikl Antonín Hájek                      |
| 6     | Norwegen    | Tom Hilde Børge Gellein Blikeng Andreas Stjernen Kim René Elverum Sorsell |
| 7     | Kanada      | Dominik Bafia Graeme Gorham Stefan Read Gregory Baxter                    |
| 8     | Japan       | Kenshiro Ito Yuta Funato Shohhei Tochimoto Taku Takeuchi                  |
| 9     | Deutschland | Severin Freund Marc Krauspenhaar Erik Simon Andreas Wank                  |
| 10    | Italien     | Andrea Morassi Marco Carli Simone Morassi Sebastian Colloredo             |

Datum: 24. März 2005
Es waren 15 Nationen am Start.

Weitere Teilnehmer aus deutschsprachigen Ländern:

 Schweiz: 12. Platz

## Medaillenspiegel
| Platz | Land        | Gold | Silber | Bronze | Gesamt |
| ----- | ----------- | ---- | ------ | ------ | ------ |
| 1     | Norwegen    | 8    | 3      | 3      | 14     |
| 2     | Russland    | 2    | 3      | 1      | 6      |
| 3     | Deutschland | 1    | 2      | 1      | 4      |
| 4     | Finnland    | 1    | 1      | 2      | 4      |
| 5     | Slowenien   | 1    | 0      | 1      | 2      |
| 6     | Finnland    | 0    | 1      | 2      | 3      |
| 7     | Österreich  | 0    | 1      | 0      | 1      |
| 7     | Polen       | 0    | 1      | 0      | 1      |
| 9     | Schweden    | 0    | 0      | 2      | 2      |
| 10    | Tschechien  | 0    | 0      | 1      | 1      |